# Tina Live in Europe
Tina Live in Europe è il primo album dal vivo della cantante statunitense naturalizzata svizzera Tina Turner, pubblicato nel 1988.

## Tracce
Disco 1
1. What You Get Is What You See – 5:34 (Terry Britten, Graham Lyle)
2. Break Every Rule – 4:28 (Rupert Hine, Jeannette Obstoj)
3. I Can't Stand the Rain – 3:25 (Ann Peebles, Don Bryant, Bernard Miller)
4. Two People – 4:26 (Britten, Lyle)
5. Girls – 4:54 (David Bowie, Erdal Kizilcay) – bonus track
6. Typical Male – 3:59 (Britten, Lyle)
7. Back Where You Started – 4:21 (Bryan Adams, Jim Vallance) – bonus track
8. Better Be Good to Me – 6:29 (Holly Knight, Nicky Chinn, Mike Chapman)
9. Addicted to Love – 5:22 (Robert Palmer)
10. Private Dancer – 5:37 (Mark Knopfler)
11. We Don't Need Another Hero (Thunderdome) – 4:56 (Britten, Lyle)
12. What's Love Got to Do with It – 5:28 (Britten, Lyle)
13. Let's Stay Together – 4:40 (Willie Mitchell, Al Green, Al Jackson Jr.)
14. Show Some Respect – 3:05 (Britten, Sue Shifrin)

Disco 2
1. Land of a Thousand Dances – 3:06 (Chris Kenner)
2. In the Midnight Hour – 3:32 (Wilson Pickett, Steve Cropper)
3. 634-5789 (feat. Robert Cray) – 3:05 (Eddie Floyd, Cropper)
4. A Change Is Gonna Come (feat. chitarra solista di Robert Cray) – 6:44 (Sam Cooke)
5. River Deep - Mountain High – 4:11 (Phil Spector, Jeff Barry, Ellie Greenwich) – bonus track
6. Tearing Us Apart (feat. Eric Clapton) – 4:41 (Eric Clapton, Greg Phillinganes)
7. Proud Mary – 4:47 (John Fogerty)
8. Help! – 5:03 (John Lennon, Paul McCartney)
9. Tonight (feat. David Bowie) – 4:15 (Bowie, Iggy Pop)
10. Let's Dance (feat. David Bowie) – 3:27 (Bowie)
11. Overnight Sensation – 3:54 (Knopfler) – bonus track
12. It's Only Love (feat. Bryan Adams) – 4:15 (Adams, Vallance)
13. Nutbush City Limits – 3:43 (Tina Turner)
14. Paradise Is Here – 5:41 (Paul Brady)